# Preussia persica
Preussia persica är en svampart som beskrevs av Asgari & Zare 2010. Preussia persica ingår i släktet Preussia och familjen Sporormiaceae.   Inga underarter finns listade i Catalogue of Life.